# 李包罗
李包罗（1945年12月31日—2019年7月28日），中国医学信息学家，中国医疗信息化奠基人，北京协和医院信息中心原主任，教授级高级工程师，《中国数字医学》杂志创始人之一、主编。

## 生平
1968年毕业于清华大学工程物理系。1981年毕业于清华大学计算机系软件工程专业。